# Pingstkyrkan, Söderköping
Pingstkyrkan är en kyrkobyggnad i Söderköping. Kyrkan tillhör Sionförsamlingen, Söderköping.

## Instrument
I kyrkan finns ett piano och en elorgel med två manualer och pedal.